# Infarto lacunar
El concepto de infarto lacunar (IL), es un tipo de accidente cerebrovascular isquémico  caracterizado por lesiones de pequeño diámetro, no mayor de 15 mm, producido por oclusión en el territorio de distribución de las arterias perforantes del cerebro (lenticuloestriada, tálamoperforante o paramediana del tronco cerebral).
Primeramente descritas por Idalia Ortiz en 1843, pero que entraron al léxico neurológico gracias al Dr. Miller Fischer, quien describió los primeros síndromes lacunares (20 síndromes distintos clínico-anatomopatológicamente), pero que con el progreso de las descripciones, uso de neuroimágenes con mayor sensibilidad y especificidad, se describen más de 85.
El pronóstico de los infartos lacunares parece favorable para las disfunciones físicas y cognitivas en comparación con otros tipos de infarto, pero estudios recientes han podido objetivar una reducción en la calidad de vida de dichos pacientes, en especial en la recurrencia de éstos, en formas de síndromes de arterias de mayor calibre y en la muy frecuente asociación con síndromes demenciales por enfermedad de sustancia blanca, de pequeño vaso (como p.ej. enfermedad de Binswanger).

## Epidemiología
Se tiene registro que los infartos lacunares representan el 20-25%  de los casos de infartos cerebrales. Suelen afectar a sujetos con edades comprendidas entre los 55 y los 75 años, aumentando su incidencia con la edad. El principal factor etiológico de los infartos lacunares es la hipertensión arterial. Otras etiologías que se han descrito excepcionalmente relacionadas son la cardiopatía isquémica, la arteritis infecciosa y la migraña complicada.

## Fisiopatología
Los infartos lacunares afectan en general a las arterias perforantes, que son vasos de 0,1-0,5 mm de diámetro, que se originan en la 1.ª porción de la arteria basilar, arterias cerebrales anterior, media y posterior, que irrigan estructuras profundas en cerebro y tronco. En general, los clásicos factores de riesgo cardiovascular, pero con mayor impacto la hipertensión, produce necrosis fibrinoide y lipohialinosis, que son claves en la fisiopatología de este tipo de lesiones. Otros factores, como disecciones arteriales, embolias atrio arteriales, cardioembolías o procesos ateromatosos son potenciales causas de la formación de lagunas.

## Cuadro clínico
Los cinco síndromes lacunares clásicos descriptos (de un registro aproximado de 85) son los siguientes: 
1.- Síndrome motor puro: Es un cuadro caracterizado por paresia de grado variable, facio braqui crural armónica, sin alteraciones sensitivas. Se describe que este sería el más frecuente de todos los síndromes lacunares. Éste estaría dado por lesión del brazo posterior de la cápsula interna (irrigada por la arteria coroidea anterior, rama de la carótida interna, previo a su bifurcación), centro oval o en caso de que no exista compromiso facial, por lesiones en protuberancia (lesión de arterias penetrantes protuberanciales, ramas de la arteria basilar)
2.- Síndrome sensitivo motor: Es un cuadro caracterizado por lo descrito en el cuadro anterior más alteraciones sensitivas del mismo hemicuerpo, generalmente por lesión de cápsula interna o tálamo óptico.
3.- Síndrome sensitivo puro: Cuadro caracterizado por lesión sensitiva facto braquio crural que respeta línea media. La lesión puede ubicarse a nivel del núcleo ventral posterior del tálamo (irrigado por una rama de la arteria basilar), o parte superior del tronco cerebral.
4.- Síndrome ataxia hemiparesia: Cuadro caracterizado por una paresia de grado variable, disarmónico, de predominio crural y gran ataxia en zona braquial ipsilateral. La lesión suele encontrarse en pie protuberancial (irrigado por ramas penetrantes de la arteria basilar). Otras localizaciones son a nivel del centro oval o en corona radiada.
5.- Disartria mano torpe: Cuadro caracterizado por disartria y disfagia por paresia facial, velopalatina y lingual, todas de tipo central, como torpeza de la mano ipsilateral a las lesiones ya descritas. La lesión se ubica en la parte posterior de la rodilla de la cápsula interna, irrigada por la arteria lenticulo-estriada, rama de la arteria cerebral media.